# Taça de Portugal de Futsal Feminino de 2016–17
A edição da Taça de Portugal de Futsal Feminino referente à época de 2016/2017 decorreu entre 29 de Outubro de 2016 - 1ª Eliminatória - e 14 de Maio de 2017,data em que se disputou a final a qual teve lugar no Pavilhão Multiusos de Gondomar  

## Taça de Portugal de Futsal 2016/2017

### Final
| Final                    | Final                                                                                        |
| ------------------------ | -------------------------------------------------------------------------------------------- |
| SL Benfica – Novasemente | 4 – 3 a.p. (Janice Silva 31’ 32’ 48’, Nina Pereira 40’ e Suka 7’ Pisko 19’ Lídia Fortes 30’) |

### Meias-Finais
| Lusitânia Lourosa - Novasemente | 2 – 3 |  | SL Benfica – Sporting CP | 4 – 3 |

### Quartos-de-Final
| Quartos-de-Final                      | Quartos-de-Final | Quartos-de-Final | Quartos-de-Final                 | Quartos-de-Final |
| ------------------------------------- | ---------------- | ---------------- | -------------------------------- | ---------------- |
| Restauradores Avintenses - SL Benfica | 1 – 4            |                  | Póvoa Futsal - Lusitânia Lourosa | 3 – 4            |
| CDRC de Tebosa - Novasemente          | 1 – 6            |                  | FC Vermoim - Sporting CP         | 3 – 4            |

### Oitavos-de-Final
| Oitavos-de-Final                           | Oitavos-de-Final | Oitavos-de-Final | Oitavos-de-Final                 | Oitavos-de-Final |
| ------------------------------------------ | ---------------- | ---------------- | -------------------------------- | ---------------- |
| FC Vermoim - Golpilheira                   | 2 – 1            |                  | Chaves - SL Benfica              | 1 – 5            |
| Lusitano FCV - Restauradores Avintenses    | 1 – 4            |                  | Posto Santo - Lusitânia Lourosa  | 2 – 3            |
| CDRC de Tebosa - GDCR Escolas de Arreigada | 3 – 2            |                  | Novasemente - At. Povoense       | 7 – 1            |
| Belenenses - Sporting CP                   | 4 – 5 (a.p.)     |                  | Póvoa Futsal - Quinta dos Lombos | 2 – 1            |

### 4ª Eliminatória
| 4ª Eliminatória                         | 4ª Eliminatória | 4ª Eliminatória | 4ª Eliminatória                         | 4ª Eliminatória |
| --------------------------------------- | --------------- | --------------- | --------------------------------------- | --------------- |
| Del Negro - SL Benfica                  | 0 – 4           |                 | Santa Iria - Golpilheira                | 2 – 3           |
| VC Santarém - Posto Santo               | 4 – 5           |                 | NS Condeixa - At. Povoense              | 0 – 1 (a.p.)    |
| Lusitano FCV - CB Aveiro                | 4 – 0           |                 | Sporting Canidelo - Lusitânia Lourosa   | 1 – 2           |
| FC Landim - Chaves                      | 1 – 2 (a.p.)    |                 | Santa Luzia - FC Vermoim                | 2 – 6           |
| Valverde - Póvoa Futsal                 | 0 – 1           |                 | CDRC de Tebosa - Águias Santa Marta     | 4 – 0           |
| Belenenses - Machados                   | 5 – 2           |                 | São Pedro Castelões - Quinta dos Lombos | 0 – 6           |
| Sporting CP - Louriçal                  | 3 – 0           |                 | NS Pombal - Novasemente                 | 0 – 8           |
| GDCR Escolas de Arreigada - Barranha SC | 4 – 2           |                 | EDCG - Restauradores Avintenses         | 1 – 8           |

### 3ª Eliminatória
| 3ª Eliminatória                 | 3ª Eliminatória | 3ª Eliminatória | 3ª Eliminatória                        | 3ª Eliminatória     |
| ------------------------------- | --------------- | --------------- | -------------------------------------- | ------------------- |
| FC Landim - Lusitano FCV        | 2 – 0           |                 | CB Aveiro - Póvoa Futsal               | 2 – 2, (2 – 3) g.p. |
| Machados - NS Pombal            | 2 – 0           |                 | PARC-Pindelo - São Pedro Castelões     | 1 – 4               |
| Santa Iria - Os Paulenses       | 2 – 1           |                 | CDRC de Tebosa - Barranha SC           | 5 – 4               |
| NS Castelo Branco - NS Condeixa | 1 – 2           |                 | Acad. Bairro Miranda - Belenenses      | 0 – 6               |
| Vidais - VC Santarém            | 2 – 4           |                 | Águias Santa Marta - 'Estrelas Rio Mau | 4 – 3               |
| Arneiros - Valverde             | 1 – 2           |                 | GDCR Escolas de Arreigada - Penamaior  | 5 – 2               |

### 2ª Eliminatória
| 2ª Eliminatória                      | 2ª Eliminatória | 2ª Eliminatória | 2ª Eliminatória                     | 2ª Eliminatória     |
| ------------------------------------ | --------------- | --------------- | ----------------------------------- | ------------------- |
| Arneiros - Santa Clara               | 4 – 3           |                 | FC Académicos - PARC-Pindelo        | 2 – 6               |
| Machados - U. Coimbra                | 3 – 0           |                 | CCR Maceda - Lusitano FCV           | 3 – 5               |
| Estrelas Rio Mau - CDC Santana       | 5 – 0           |                 | Alfenense - FC Landim               | 0 – 1               |
| Desp. Ordem - São Pedro Castelões    | 1 – 3           |                 | Santa Iria - Academia Caranguejeira | 3 – 3, (8 – 7) g.p. |
| CRD Miratejo - Acad. Bairro Miranda  | 1 – 2           |                 | CADE - NS Condeixa                  | 2 – 4               |
| VC Santarém - Ourentã                | 4 – 0           |                 | NS Pombal - Casa Benfica Leiria     | 9 – 4               |
| Barranha SC - Tabuense               | 2 – 0           |                 | Juventude Gaia - Póvoa Futsal       | 0 – 1               |
| Vidais - Leões Porto Salvo           | 5 – 2           |                 | NS Castelo Branco - FutAlmeirim     | 4 – 3               |
| ACD Castanheira - Penamaior          | 2 – 3           |                 | Guarda 2000 - CB Aveiro             | 1 – 2               |
| Pedralva - GDCR Escolas de Arreigada | 3 – 7           |                 | Valverde - UPVN                     | 2 – 1               |
| Águias Santa Marta - Maria da Fonte  | 3 – 2           |                 | Os Paulenses - CPR Pocariça         | 3 – 1               |
| FC S.Romão - CDRC de Tebosa          | 0 – 12          |                 | Belenenses - AR Venda da Luísa      | 5 – 0               |

### 1ª Eliminatória
| 1ª Eliminatória                     | 1ª Eliminatória     | 1ª Eliminatória | 1ª Eliminatória                                   | 1ª Eliminatória     |
| ----------------------------------- | ------------------- | --------------- | ------------------------------------------------- | ------------------- |
| Milharado - Guarda 2000             | 0 – 6               |                 | NS Pombal - Vialonga                              | 8 – 1               |
| GDC Rio Moinhos - Estrelas Rio Mau  | 1 – 5               |                 | Alfenense - CB Mortágua                           | 6 – 0               |
| Juventude Gaia - Castromarinense    | 5 – 2               |                 | Santo Cristo - FC Académicos                      | 1 – 5               |
| PARC-Pindelo - Tirsense             | 4 – 2               |                 | CPT São Cristóvão - Santa Iria                    | 0 – 11              |
| Eléctrico - U. Coimbra              | 4 – 8               |                 | Acad. Bairro Miranda - AD Serpinense              | 4 – 3               |
| Deucriste SC- Os Paulenses          | 1 – 7               |                 | Arneiros - Vitorino de Piães                      | 5 – 0               |
| CD Benfica Aveiro - Castro Daire    | 10 – 0              |                 | Amigos de Cerva - CCR Maceda                      | 3 – 6               |
| UD Moreira - Póvoa Futsal           | 0 – 23              |                 | Tabuense - ACDR Cambeses                          | 7 – 1               |
| Vidais - Os Vinhais                 | 6 – 0               |                 | Casa Benfica Leiria - Academia Johnson            | 3 – 2               |
| Ourentã - Nun´Álvares               | 6 – 4 (a.p.)        |                 | Fronteirense - CPR Pocariça                       | 2 – 5               |
| CDC Santana - Vit. Sernache         | 21 – 0              |                 | FC Landim - AJEDC Tocha                           | 9 – 0               |
| Valverde - Modicus                  | 9 – 1               |                 | Machados - Futsal Feijó                           | 1 – 1, (6 – 5) g.p. |
| ARC Alcaidaria - Leões Porto Salvo  | 2 – 4               |                 | Juventude Castanheira - GDCR Escolas de Arreigada | 1 – 5               |
| FC S.Romão - Gafanha                | 4 – 3               |                 | Penedono - Penamaior                              | 0 – 10              |
| Soutelense - São Pedro Castelões    | 0 – 0, (3 – 5) g.p. |                 | GD Ilha - NS Castelo Branco                       | 0 – 4               |
| Pioneiros Bragança - Maria da Fonte | 2 – 9               |                 | Lordemão FC - Águias Santa Marta                  | 1 – 8               |
| CF Santa Clara - Barranha SC        | 0 – 6               |                 | Os Indefectíveis - VC Santarém                    | 0 – 2               |
| UPVN - NJ Proença-a-Nova            | 6 – 2               |                 | Caneças - Caranguejeira                           | 0 – 4               |
| CADE - Juventus da Triana           | 5 – 4               |                 | Lôgo Deus - CDRC de Tebosa                        | 1 – 8               |
| Desp. Ordem - Rumo Futuro           | 2 – 0               |                 | AR Venda da Luísa - CP Rio Tinto                  | 13 – 2              |
| Alves Roçadas - ACD Castanheira     | 2 – 3               |                 | Nova Morada - NS Condeixa                         | 5 – 5, (3 – 4) g.p. |
| FutAlmeirim - Gândaras              | 2 – 0               |                 | AA Universidade Évora - Belenenses                | 3 – 6 (a.p.)        |
| Odemirense - CRD Miratejo           | 1 – 3               |                 | SC Celoricense - Lusitano FCV                     | 1 – 2               |
| Águia FC Vimioso - Pedralva         | 0 – 1 (a.p.)        |                 | 4 ao Cubo - Santa Clara                           | 1 – 1, (2 – 3) g.p. |